# Rodenrijs (métro de Rotterdam)
Rodenrijs est une station de la ligne E du métro de Rotterdam. Elle est située, sur l'Asserweg, quartier Schiebroek (nl) dans l'arrondissement Hillegersberg-Schiebroek, au sud de La Haye et au nord de Rotterdam au Pays-Bas.
Ancienne gare ferroviaire mise en service en 1908, elle devient une station de métro en service en 2006, dans le cadre du projet RandstadRail, elle est, depuis 2010, desservie par la ligne E du métro de Rotterdam.

## Situation sur le réseau

Plan du métro.

Établie en surface, la station Rodenrijs, est située sur la ligne E du métro de Rotterdam, entre la station Berkel-Westpolder, en direction du terminus nord La Haye-Centrale, et la station Meijersplein, en direction du terminus sud Slinge,.
Elle dispose des deux voies de la ligne encadrées par deux quais latéraux.

## Histoire

### Gare ferroviaire
La gare de Rodenrijs est mise en service le 1er octobre 1908 sur la ligne de Rotterdam Hofplein à Scheveningen (nl). En 1965, elle est renommée Berkel et Rodenrijs. Elle est fermée en 2006, lors de la conversion de la ligne ferroviaire en ligne de métro,.

La gare en 1966
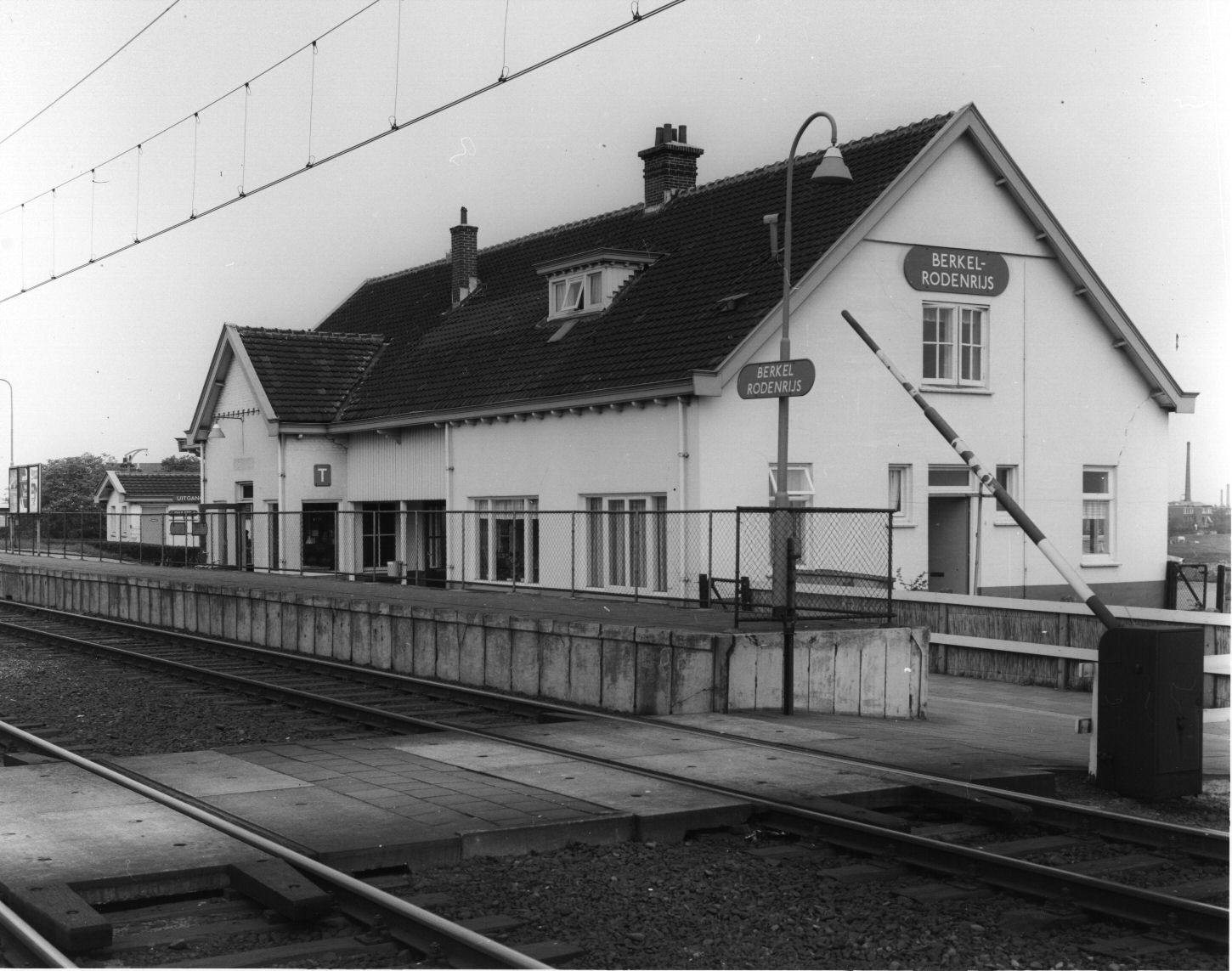
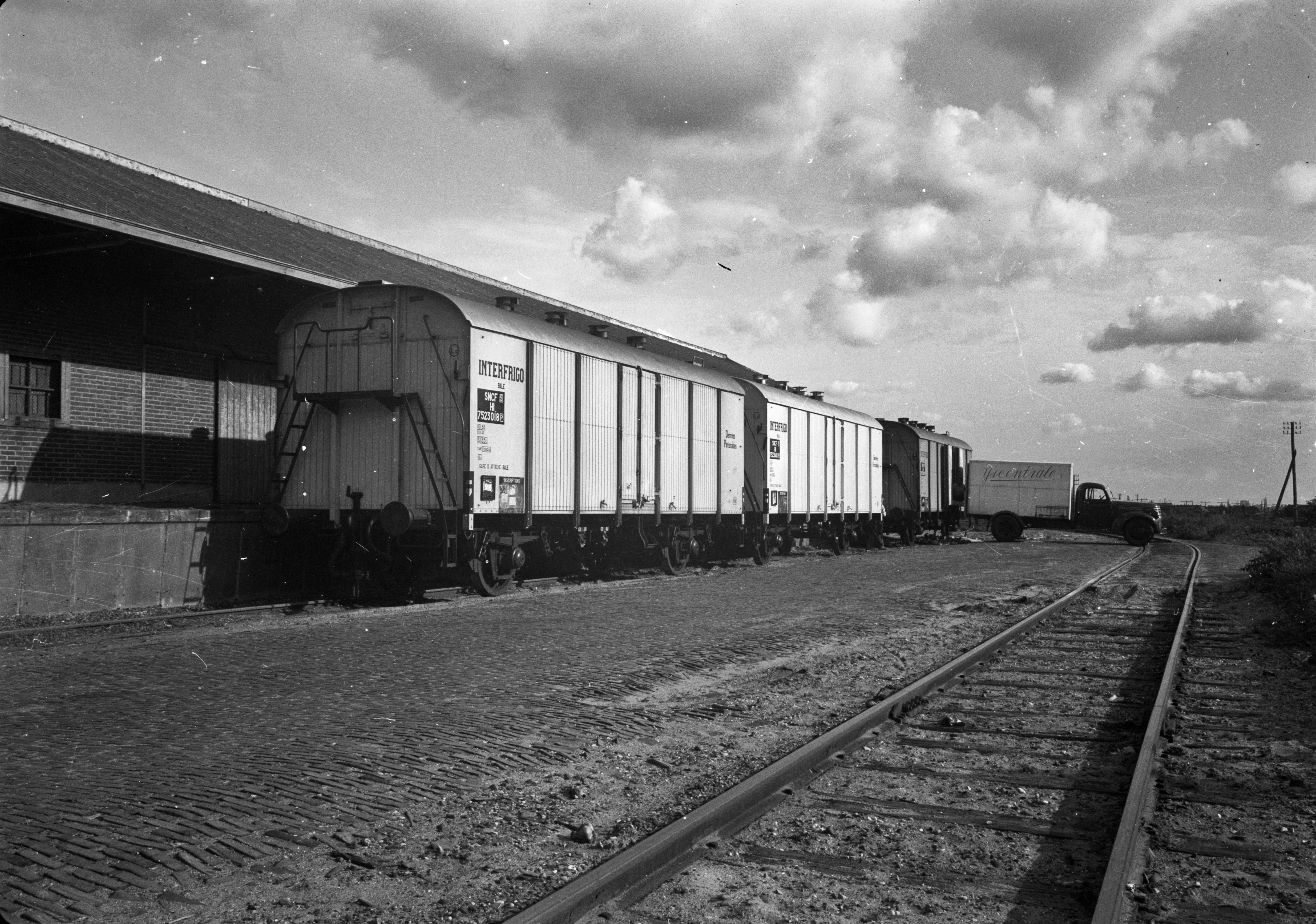
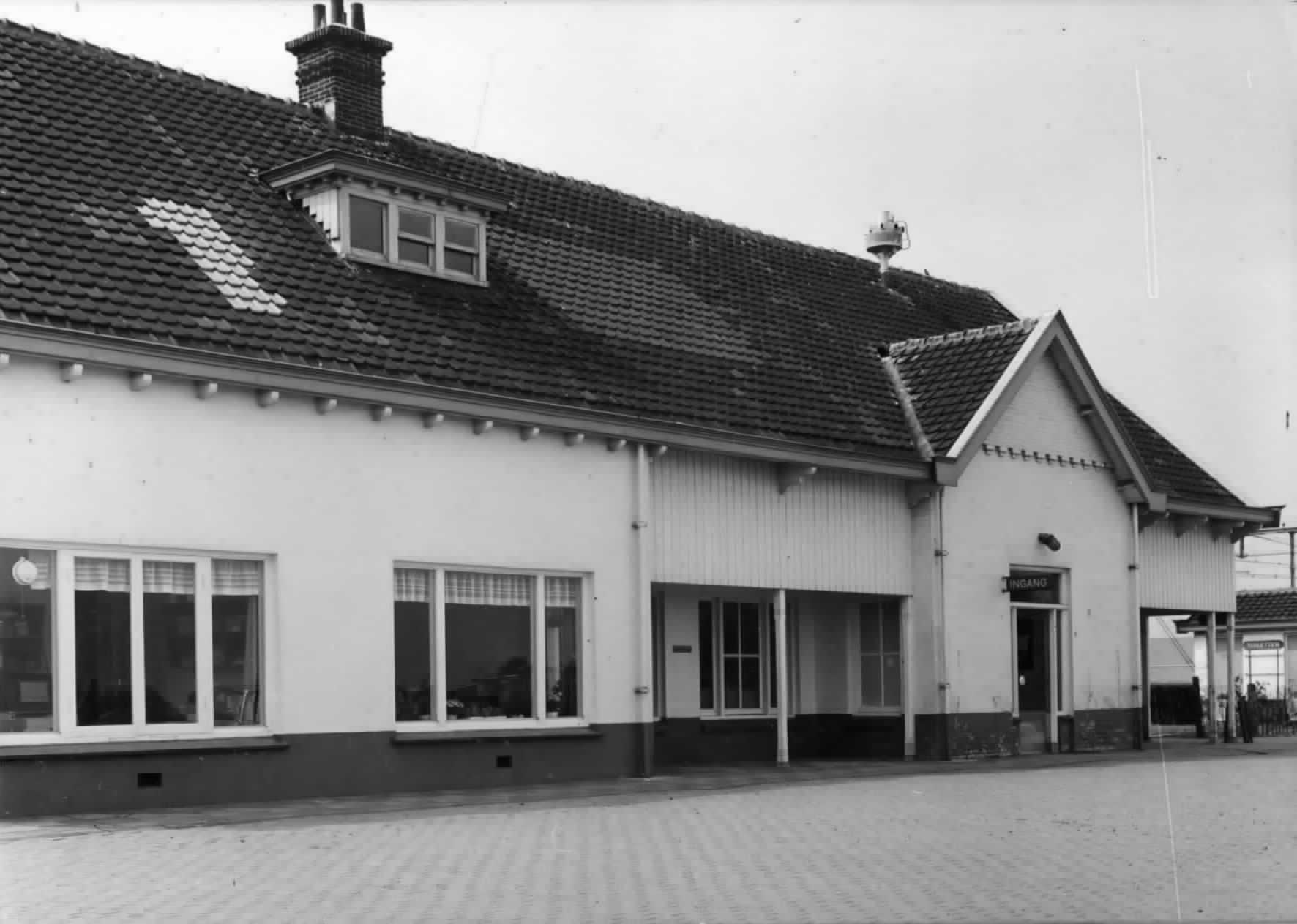

### Station du métro
La station Rodenrijs est mise en service le 12 novembre 2006, lors de l'ouverture à l'exploitation de la section de la gare de Rotterdam Hofplein (nl) à Nootdorp. C'est l'aboutissement du projet RandstadRail de transformation de l'ancienne ligne de Rotterdam Hofplein à Scheveningen (nl) en ligne de métro léger. Elle est reliée au réseau du métro de Rotterdam le 17 août 2010, lors de l'ouverture du tunnel entre Melanchtonweg et Rotterdam-Centrale qui permet à partir de 2011 la circulation des rames de la ligne E jusqu'au terminus Slinge.

## Services aux voyageurs

### Accès et accueil
La station dispose de deux accès, de chaque côté des voies. Elle est équipée d'automates pour l'achat et la recharge de titres de transports. Des escaliers, escaliers mécaniques et ascenseurs, pour l'accessibilité des personnes à la mobilité réduite, pour rejoindre la station située au dessus du remblais.

Installations
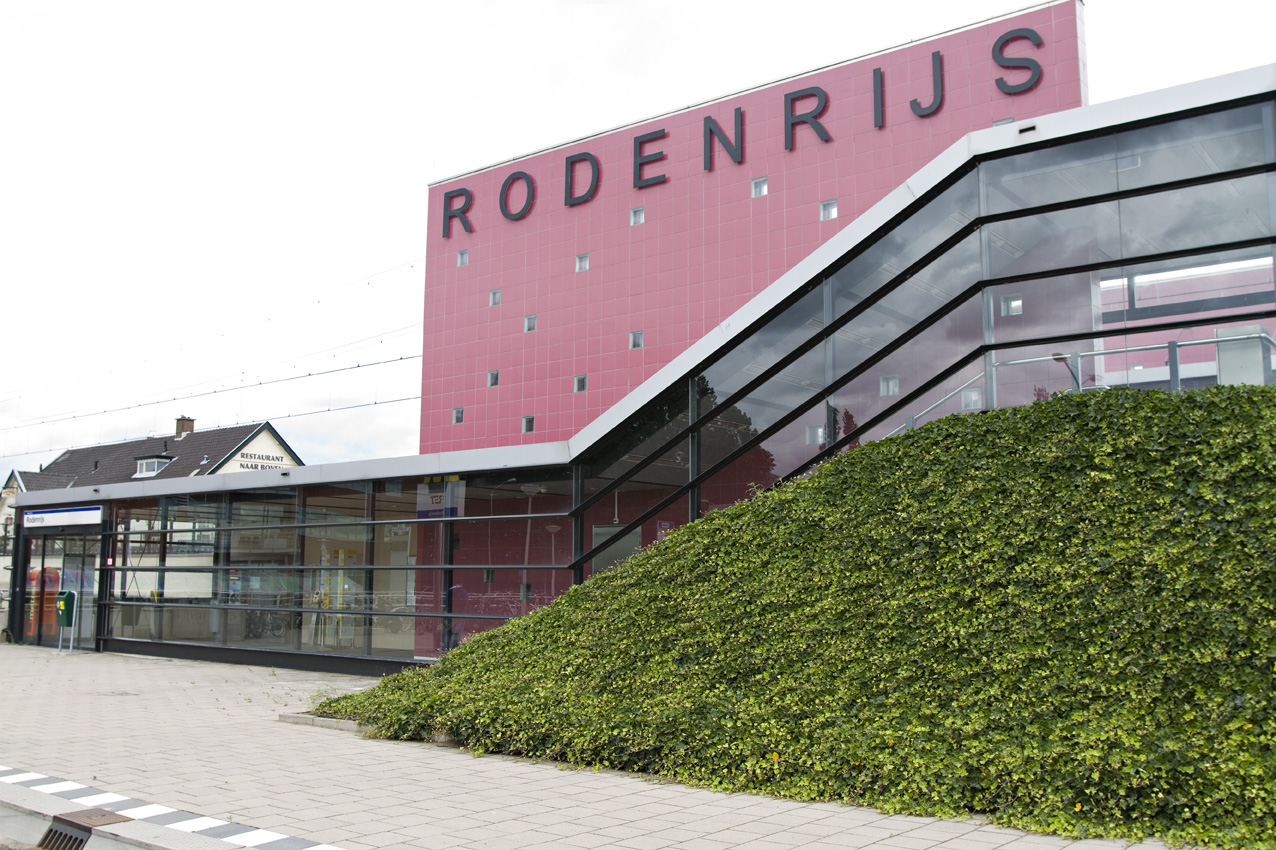
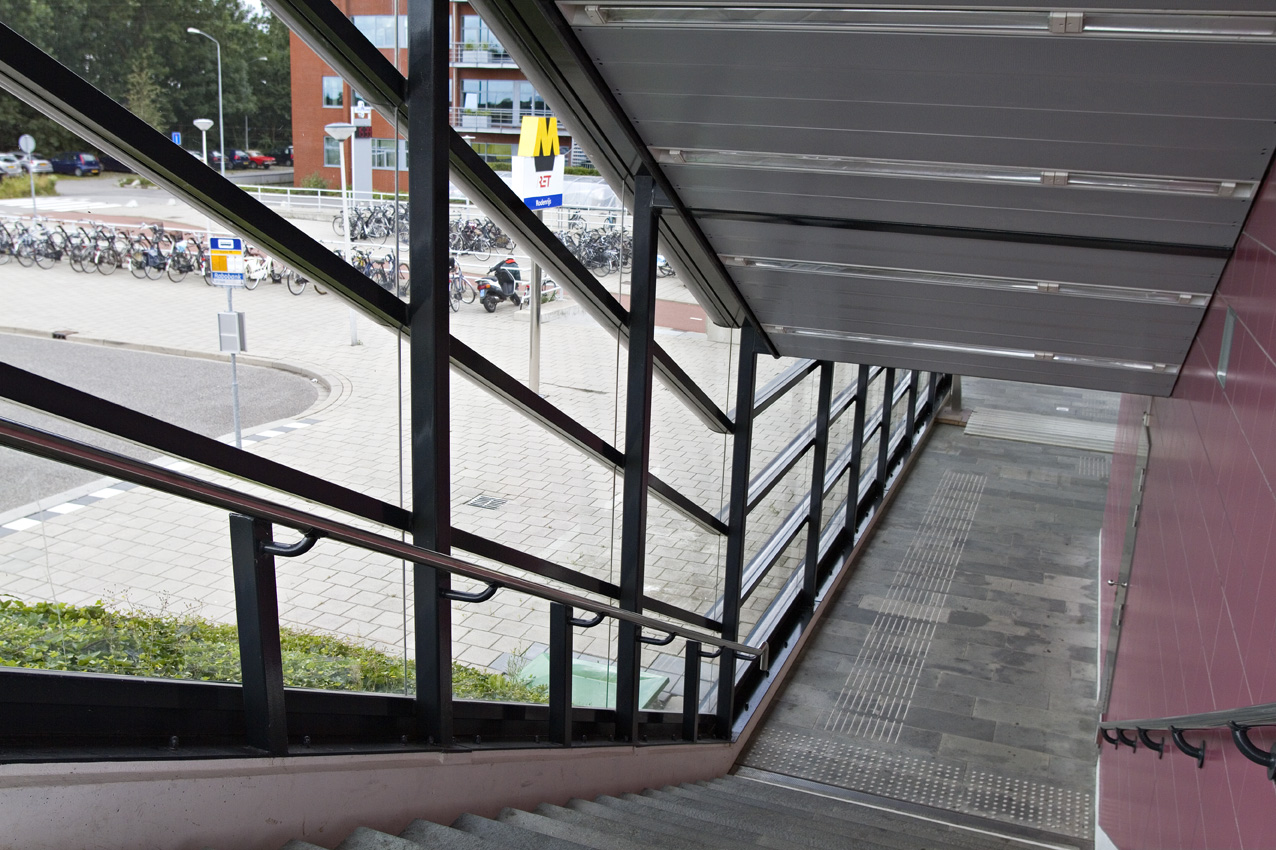
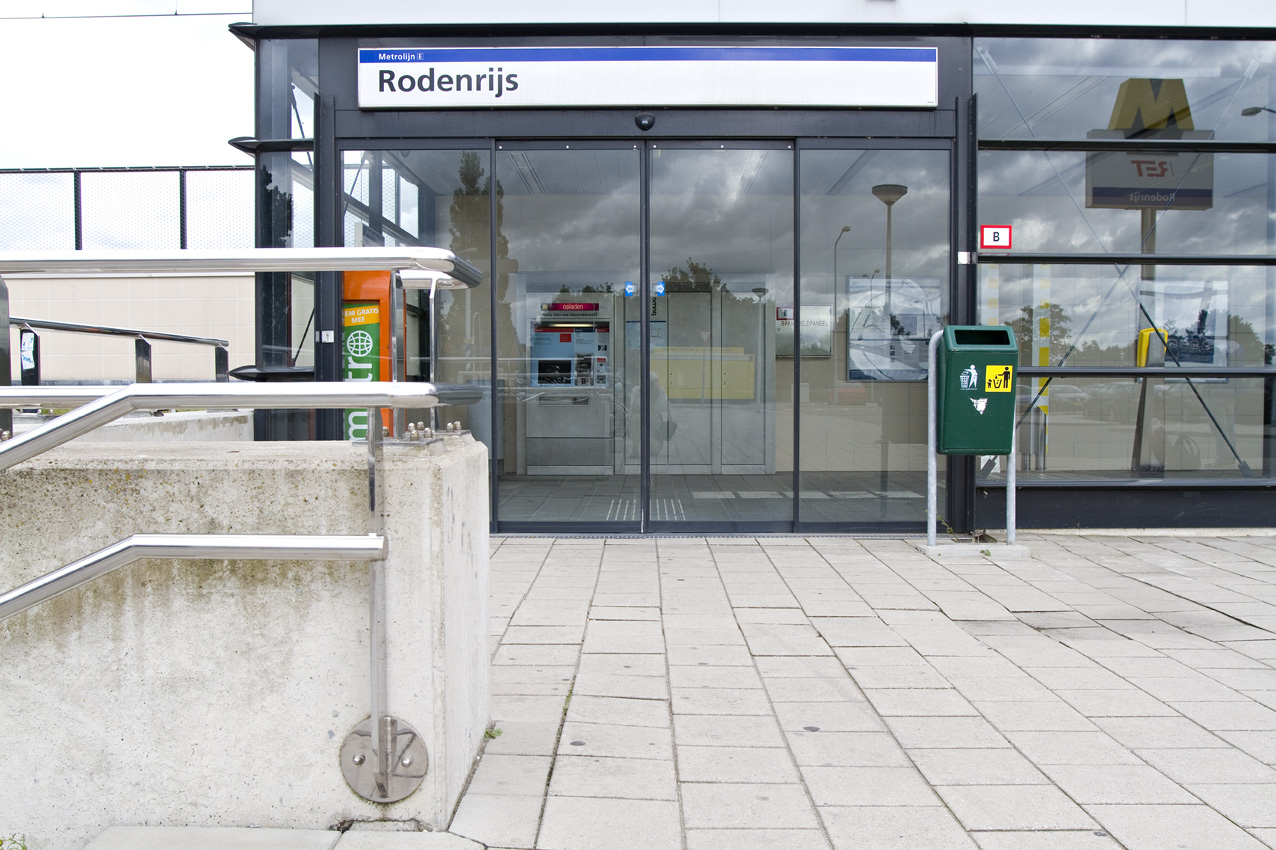

### Desserte
Rodenrijs est desservie par les rames de la ligne E du métro.

Installations et desserte
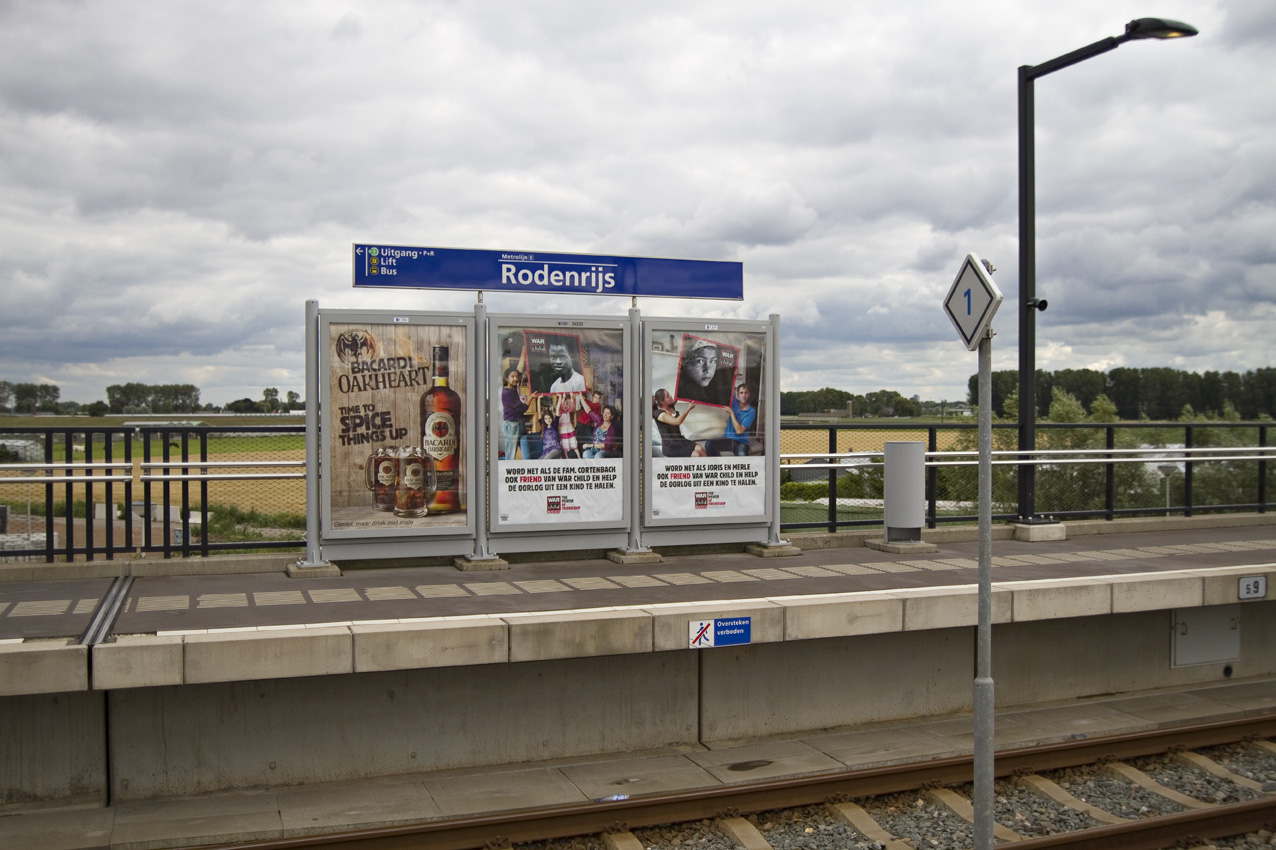
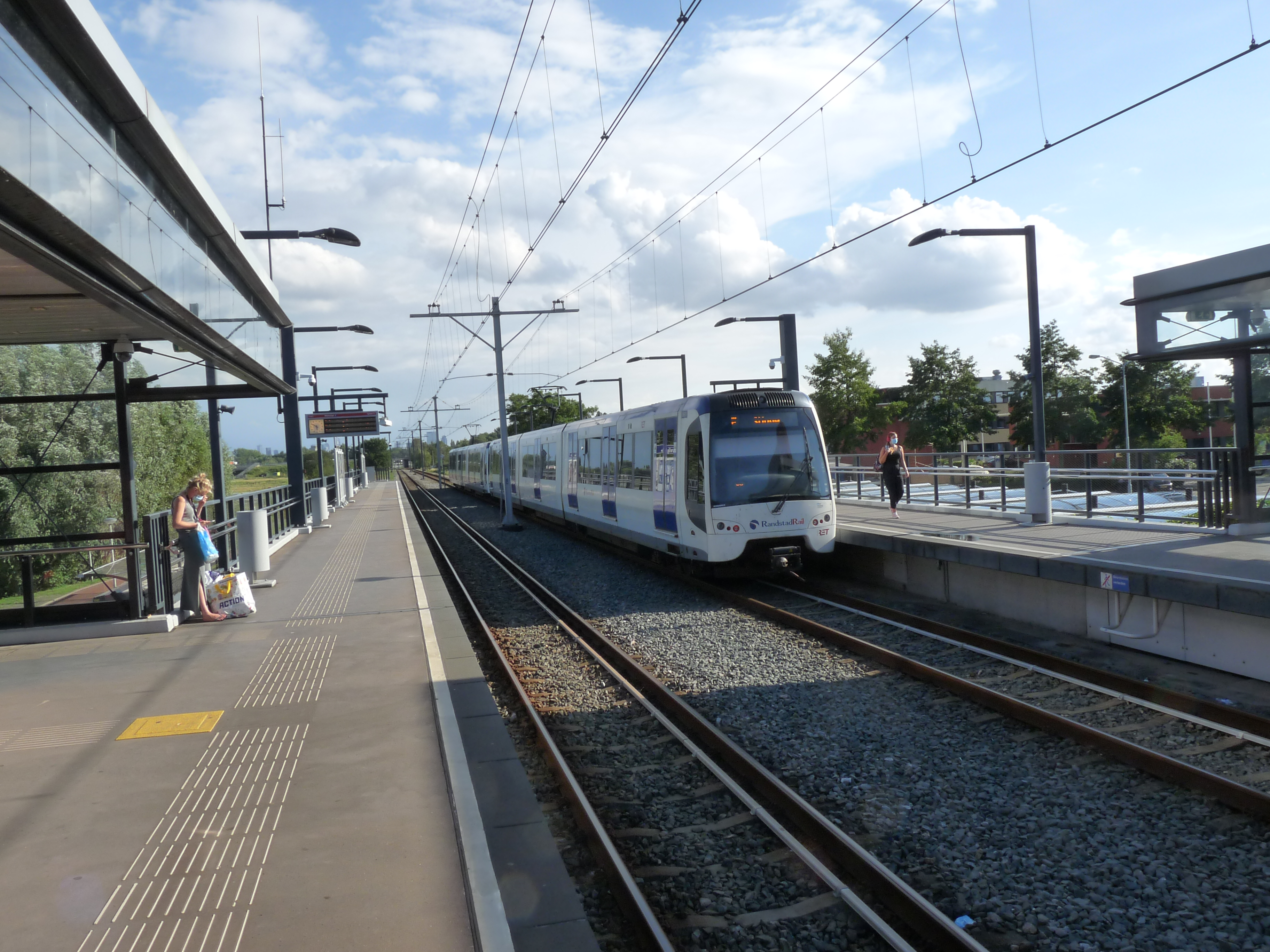
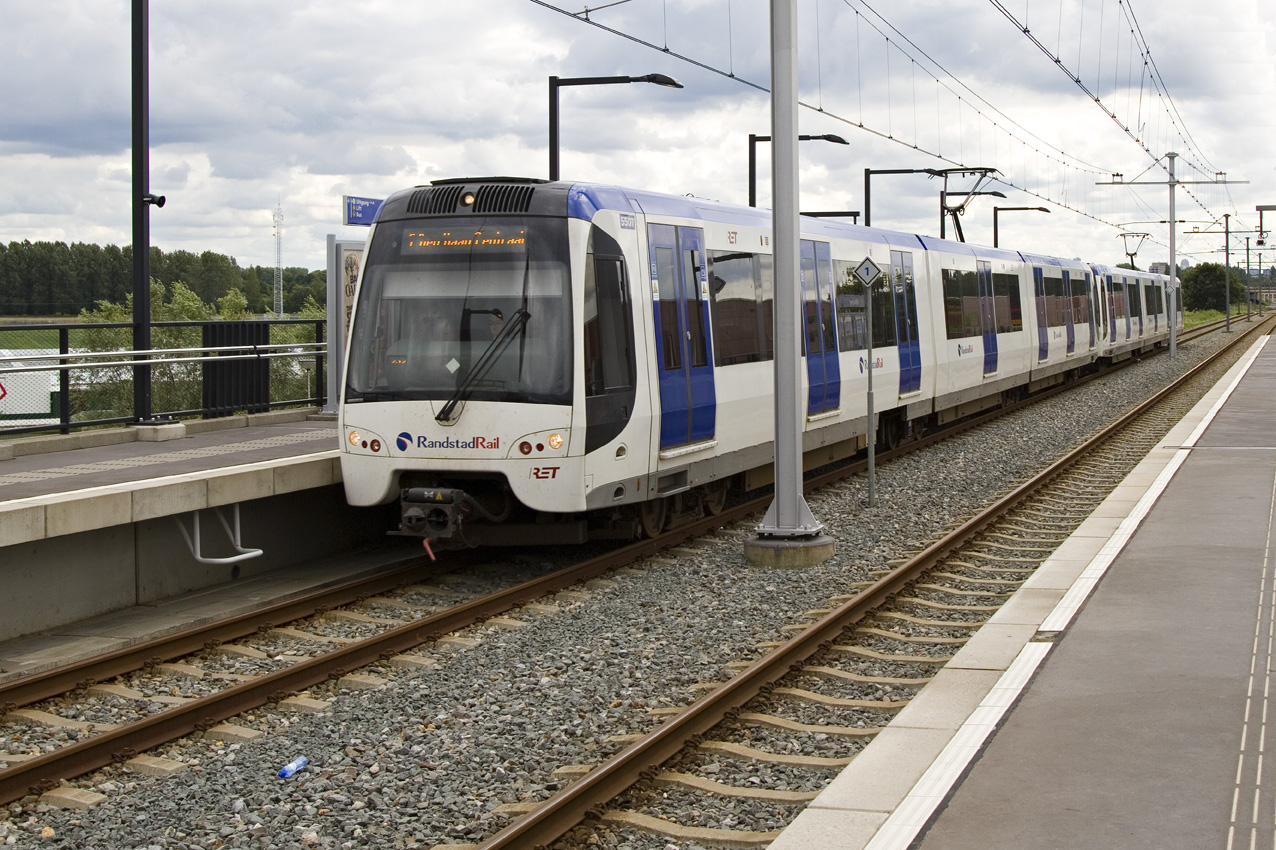

### Intermodalité
Elle est desservie par un arrêt de bus des lignes 170 et 173. Elle dispose d'un parking pour les vélos et d'un parc relais P+R pour les véhicules.